# Antiwar.com
Antiwar.com es un sitio web en idioma inglés que contiene noticias y artículos de opinión relacionados con las guerras en todo el mundo, desde una perspectiva libertaria y no intervencionista. 

## Estructura
El sitio fue fundado en diciembre de 1995, como respuesta a la guerra de Bosnia. Es una fundación, organización sin fines de lucro, que funciona bajo los auspicios del Randolph Bourne Institute, con sede en Atherton, California. En anteriores años, estuvo afiliado al Centro de Estudios Libertarios. Antes de esta afiliación fue un esfuerzo independiente. También presenta muchos escritores de izquierda antimilitarista, especialmente los israelíes. Los escritores de Estados Unidos tienden a ser más paleoconservadores (aislacionistas) y liberales libertarios.

## Actividades
Tiene un personal dedicado al portal, desde editores hasta webmaster, con algunos escritores exclusivos, la posición editorial ha sido firmemente libertaria con un mensaje ampliado, con el argumento de que libertarios de mercado, paleo conservadores, y la izquierda antimilitarista trabajen juntos en la oposición a la guerra. El sitio tiene una variedad de columnas. El sitio también incluye varias columnas tomadas del Internet, con la participación de autores que van desde paleo conservadores hasta la izquierda antimilitarista.
Antiwar Radio presenta entrevistas con críticos de la política exterior de los Estados Unidos. El sitio se ha opuesto sistemáticamente a todo el intervencionismo de EE. UU., desde el bombardeo de Serbia a las presentes ocupaciones de Afganistán e Irak.